# Уэйнфлит, Уильям
Уильям Уэйнфлит (при рождении Уильям Паттен; около 1395 или 1398 — 11 августа 1486) — английский религиозный и государственный деятель, провост Итона (1442—1447), епископ Винчестера (1447—1486), лорд-канцлер Англии (1456—1460). Более всего известен как основатель колледжа Магдалины в Оксфорде и школы при нём.

## Ранние годы
Уэйнфлит родился приблизительно в 1398 (или 1395) году в Уэйнфлите, Линкольншир (откуда впоследствии и возникла его фамилия). Был старшим сыном Ричарда Паттена (известного также как Барбур), предположительно купца (в платье которого он изображён на огромном витраже в часовне св. Магдалины в Оксфорде, ранее называвшейся церковью Уэйнфлита), и Марджори, дочери сэра Уильяма Бреретона из того же рола в графстве Чешир. У Уильяма был младший брат Джон, впоследствии ставший деканом Чичестера.
Образование получил, по некоторым сведениям, в Винчестерском колледже и Нью-Колледже в Оксфорде, однако уже в начале XX века это считалось маловероятным, поскольку ни в одном из этих колледжей не было обнаружено источников, совпадавших с периодом жизни Уильяма и сообщавших, что он там учился. О его нахождении в Оксфорде и возможной учёбе в одной из школ там перед переходом к более высокой ступени обучения указано в письме канцлера, адресованном ему в бытность Уильяма провостом Итонского колледжа: в этом письме говорится об университете как об «альма-матер, выведшей его к свету знания и напитавшей силой всех наук».
Вероятно, он был тем Уильямом Барбуром, который получил назначение помощником епископа Линкольна Флеминга 21 апреля 1420 года и иподиаконом 21 января 1421 года; тот же Уильям Барбур был рукоположён в сан диакона в Сплендинге 18 марта 1421 года и в сан священника 21 января 1426 года, получив его от Сплендингского аббатства. Возможно также, что он был тем Уильямом Уэйнфлетом, который был принят в звании «учёного» (scholar) в колледж Кингс-Холл в Кембридже 6 марта 1428 года и в источника упоминается как бакалавр права. С 13 июля 1429 года, возможно, сопровождал Роберта Фицхью, доктора богословия и «стража» колледжа, в дипломатической миссии в Рим. Статус «учащегося» в Кингс-Холл может рассматриваться как аналог статуса стипендиата, о чём свидетельствует назначение в колледж 3 апреля 1360 года Николаса из Дрейтона, бакалавра гражданского права, и Джона Кента, бакалавра искусств, занявших места двух учёных, которые отправились воевать во Францию без разрешения «стража». Уильям Уэйнфлет, 14 июня 1430 года назначенный викарием Скандлеби в Линксе аббатством Бардни, также мог быть тем же самым человеком. Вместе с тем существовал ещё один Уильям Уэйнфлет, назначенный ректором Роксхолла, Сомерсет, 17 мая 1433 года, умерший к 18 ноября 1436 года, когда был назначен его преемник на этом посту. 3 апреля 1434 года был назначен преемник Уильяма Уэйнфлита в Кингс-Холл.

## Начало карьеры
В 1429 году Уэйнфлит возглавил Винчестерский колледж: с 24 июня 1430 года и вплоть до 1441 года ему выплачивалось жалование в 10 фунтов как наставнику «учёных». Примерно в это же время (точная дата неизвестна по причине утраты 2-го тома «Епископского регистра Бофорта») он был назначен епископом Бофортом главой госпиталя Святой Марии Магдалины — лепрозория в Сент-Джилс-Хилл, недалеко от города Винчестер. Первый известный глава колледжа после его основания, Джон Мелтон, был назначен Уикэмом руководить этим госпиталем в 1393 году незадолго до выхода последнего на пенсию. Эта должность приносила 9 фунтов и 12 шиллингов в год, что почти удваивало доход главы колледжа.
Под влиянием архиепископа Чичели, основавшего два колледжа в стремлении подражать делам епископа Уикэма, и Томаса Бекинтона, королевскому секретарю и хранителю печати, а также других последователей Уикэма, Генрих VI 5 октября 1440 года основал, по подобию Винчестерского колледжа, колледж при приходской церкви в Итоне недалеко от своего места рождения, названный Колледжем девы Марии Итона и ставший «своего рода первым плодом его стремления подчинить себе правительство». Персонал колледжа должен был состоять из провоста, 10 священников и 6 хористов; 25 бедных и нуждающихся «учёных», 25 элемозинариев (собирателей и раздатчиков милостыни) и магистра (magister informator, то есть ректор), «чтобы бесплатно наставлять учёных и всех остальных, приезжающих из любой части Англии, искусству обучения [латинской] грамматике». В уставе, однако, были упомянуты всего 2 сотрудника (fellow), 4 хориста, 2 «учёных» и 2 элемозинария, и, вероятно, они были единственными постоянными членами колледжа. В «Словаре национальных биографий» было выдвинуто предположение, что Уэйнфлит был упомянут в этом уставе как «сотрудник», что опровергалось 11-м изданием энциклопедии «Британника». 5 марта 1440 или 1441 года король выделил колледж из-под финансовой опеки сторонних аббатств с установлением ему содержания 500 фунтов в год, что почти в точности соответствует первоначальному бюджету Винчестера.
Генрих VI 31 июля 1441 года отправился на выходные в Винчестерский колледж, чтобы своими глазами увидеть тамошнюю жизнь. По некоторым данным, Уэйнфлит по приезде монарха произвёл на него настолько хорошее впечатление, что в том же 1441 году перестал быть ректором Винчестера. В октябре Уэйнфлит, по некоторым данным, присутствовал на обеде в Кингс-Холле в качестве гостя, а на Рождество 1442 года получил королевскую ливрею — пять ярдов фиолетового сукна — как провост Итона. Иногда он рассматривается как первый ректор Итона, однако никаких безусловных доказательств этого факта не обнаружено. Так, строительство здания колледжа было завергшено только в мае 1442 года; Уильям Уэстбери, ушедший из Нью-Колледжа, «перейдя на королевскую службу» в мае 1442 года и упомянутый в источниках как первый ректор Итона в 1444—1445 годах, вероятно, занимал эту должность с мая 1442 года. Если же Уэйнфлит действительно был ректором с октября 1441 по май 1442 года, то его обязанности, по всей видимости, были не более чем номинальными. В статусе провоста Уэйнфлит 2 мая добился освобождения колледжа от контроля со стороны архидиакона и 30 ноября 1443 года заключил договор на завершение плотницких работ в восточной части здания.
2 декабря 1443 года он принёс присягу о соблюдении уставов епископу Бекинтонскому и графу Суффолка, королевским уполномоченным, а также присягнул другим членам учреждения, среди которых было всего 5 сотрудников и 11 «учёных» в возрасте старше 15 лет (более молодым присяга не приносилась). По некоторым данным, он способствовал переходу примерно половины «учёных» и стипендиатов из Винчестера в Итон, чтобы основать там научную школу. Вместе с тем установлено, что в 1443 году только 5 «учёных» и, возможно, один «простолюдин» (commoner — не числившийся официально в учебном заведении) покинули Винчестер по причине перехода в Итон; вероятно, это произошло в июле, накануне выборов. Трое из них с 19 июля официально числились «учёными» Королевского колледжа в Кембридже; этот колледж, согласно его второму уставу от 10 июля 1443 года, находился с Итоном в тех же отношениях, что Нью-колледж с Винчестером, то есть привлечение «учёных» в него обеспечивалось исключительно из Итона.
Главными обязанностями Уэйнфлита в должности провоста было финансирование и завершение строительства и обустройства учреждения. Число «учёных» в значительной степени увеличилось путём избрания 25 новых 26 сентября 1444 года. Бюджет колледжа составлял на тот момент 946 фунтов; король внёс 20 фунтов из этой суммы, сам Уэйнфлит — 18 фунтов, что составляло более половины его годового жалования, равного 30 фунтов. Изначально запланированное количество «учёных», 70 человек, было достигнуто лишь в 1446/1447 году, то есть последний год пребывания Уэйнфлита на должности провоста.
Уэйнфлит имел настолько хорошие отношения с Генрихом, что когда Бьюфорт, епископ Винчестерский, дядя Генриха, в апреле 1447 года скончался, то Генрих в тот же день приказал церкви Винчестера, настоятелю и монахам Сютинского кафедрального собора избрать Уэйнфлита его преемником. 12 апреля ему было предоставлено право временного исполнения обязанностей, 15 апреля он был избран на эту должность, а 10 мая — представлен папской буллой к занятию кафедры. 13 июля 1447 года он был рукоположён в Итонской церкви; тогда же «страж», сотрудники и прочие члены ранее возглавляемого им колледжа подарили ему лошадь стоимостью более 6 фунтов и более чем 13 шиллингов для оплаты услуг конюхов. Последующие посещения Винчестера вдохновили Генриха на перестройку Итонской церкви и доведение её статуса до собора. Уэйнфлит был назначен главным исполнителем его «воли» в этом деле, при этом в его обязанности входило разрешение возможных споров между исполнителями проекта. В период с 1448 по 1450 год на работы по модернизации церкви было потрачено 3336 фунтов; из этой суммы Уэйнфлит совместно с маркизом Саффолка и епископом Солсберийским внесли 700 фунтов. Бедствия, начавшиеся в 1450 году, положили конец этим работам.

## Епископат
В сане епископа Уэйнфлит не терял времени и решил, следуя примеру Уикэма и пользуясь королевским благоволением, основать собственный колледж. 6 мая 1448 года он получил так называемое право мёртвой руки и 20 августа основал в Оксфорде «для искоренения ересей и заблуждений, укрепления церковного порядка и украшения святой матери-церкви» «вечный колледж», названный колледжом св. Марии Магдалины, для изучения богословия и философии, состоявший из ректора и 50 «учёных». Это учреждение размещалось не в здании нынешнего колледжа с таким названием, а в двух зданиях более ранней постройки, называвшихся Бостон и Харе, где ныне располагаются экзаменационные школы. В уставе учреждения были упомянуты 13 магистров искусств и 7 бакалавров, а также ректор, Джон Хорнли, бакалавр богословия. Посвящение колледжа Марии Магдалине, по-видимому, было связано с больницей в Винчестере, главой которой Уэйнфлит был ранее. В день св. Вульфстана, 19 января 1448 или 1449 года, Уэйнфлит в присутствии короля взошёл на кафедру в Уинчестерском соборе, и, возможно, отчасти из уважения к нему в июне и июле 1449 года там были проведены парламентские заседания; король часто посещал колледжскую часовню, когда Уэйнфлит проводил там службы.
После начала в 1450 году восстания Джека Кэда Уэйнфлиту было поручено совместно с архиепископом Стаффордом, занимавшим должность канцлера, вести переговоры с повстанцами в церкви Сент-Маргарет, Саутерк, недалеко от Винчестер-хауса. Они пообещали полное помилование всем участникам бунта, но уже 1 августа Уэйнфлит стал одним из членов специальной комиссии по суду на повстанцами. 7 мая 1451 года Уэйнфлит, пребывая в своей усадьбе в Саутерке, писал, что его епископский сан был получен справедливо и что его служение проходило без каких-либо помех, но, опасаясь неких «страшных покушений» против себя и своей кафедры, он обращается к папе римскому за защитой. Предполагается, что тон этого письма был обусловлен волнениями в Винчестере, куда после казни Кэда путём четвертования была доставлена одна из конечностей лидера восставших. Однако по предположению Ричарда Чандлера речь здесь идёт о нападках на Уэйнфлита со стороны неких йоркистов при папском дворе, для противостояния которым он на следующий день назначил 19 прокторов для содействия ему.
Так или иначе, в целом ничто не нарушало его мирное пребывание на епископской кафедре. Вместе с архиепископом Кентерберийским он принимал Генриха VI 2 августа 1451 года во время паломничества последнего к могиле св. Томаса Бекета. Когда в ноябре герцог Йоркский встал лагерем возле Дартфорда, Уэйнфлит с тремя другими делегатами был направлен из королевского лагеря в Блэкхит, чтобы предложить условия перемиря, которые в итоге были приняты. Эдвард, принц Уэльский, родился 13 октября 1453 года и был крещён Уэйнфлитом на следующий день. В том же году Уэйнфлит приобрел возвратное право на поместье Стэнсвик в Берксе у леди Дэнверс для Магдалинского колледжа. Король в 1454 году лишился рассудка. После смерти канцлера Джона Кемпа, архиепископа Кентерберийского, во время заседания парламента под председательством герцога Йоркского к Генриху были направлены делегаты во главе с Уэйнфлитом, чтобы просить его назначить нового канцлера, намереваясь видимо, услышать имя Уэйнфлита, но ответа от короля не последовало, и после некоторого промедления печать принял лорд Солсбери.
Во время регентства Йорка, как до, так и после битвы при Сент-Олбансе, Уэйнфлит принимал активное участие в работе Тайного совета. С целью улучшения благосостояния его колледжа Уэйнфлит получил 5 июля 1456 года здание больницы Святого Иоанна Крестителя за восточными воротами в Оксфорде, а 15 июля — лицензию на открытие там колледжа. Получив папскую буллу, он официально основал его письмом от 12 июня 1458 года, превратив больницу в колледж с ректором и шестью товарищами; спустя два дня колледж св. Марии Магдалины вместе со всем своим имуществом и все работавшие там люди были приписаны к «Новому колледжу св. Марии Магдалины».

## Канцлерство
В то же время сам Уэйнфлит был выдвинут на высшую должность в государстве — канцлера; печать была передана ему королём в монастыре Ковентри в присутствии герцога Йоркского; по-видимому, он рассматривался как лицо, приемлемое для обеих сторон конфликта. 27 октября 1457 года он принял участие в суде и осудил за ересь Реджинальда Пекока, епископа Чичестерского, который был рукоположён в сан подьячего и диакона в тот же день и тем же епископом, что и сам Уэйнфлит. К сожжению были приговорены только сочинения Пекока, а не сам «еретик». Поскольку суть «ереси» состояла главным образом в защите духовенства по соображениям разума вместо власти, этот процесс не требовал какой-либо масштабной разъяснительной работы со стороны Уэйнфлита. Должно быть, именно в это время Уэйнфлит добавил в устав Итонского колледжа дополнение, согласно которому настоятели должны были отречься от ересей Джона Уиклифа и Пекока.
Уэйнфлит председательствовал в качестве канцлера в парламенте в Ковентри в ноябре 1459 года, который после йоркистской катастрофы под Ладлоу приговорил лидеров йоркистов к общественному позору и лишению всех гражданских и имущественных прав (attainder). Вероятнее всего, из-за этого за три дня до атаки йоркистов на Нортгемптон он 7 июля 1460 года передал большую печать королю в своей палатке возле женского аббатства Делапре в Нортгемптоне. Печать была принята Генрихом и после 25 июля оказалась в Лондоне в руках йоркиста Джорджа Невилла, епископ Эксетера, брата короля, графа Уорвика.
Утверждения некоторых исследователей, что Уэйнфлит находился в бегах и скрывался в период битвы под Уэйкфилдом и работы первого парламента Эдуарда в 1461 году, выглядят весьма сомнительно. Свидетельство его преданности, отражённое в письме Генриха папе от 8 ноября 1460 года, относится ко времени, когда сам Генрих находился в руках йоркистов. Жалоба о неправомерном взыскании заведомых прав, поданная лично Эдуарду IV в августе 1461 года арендаторами епископского поместья Ист-Мен в Хэнтсе и решённая парламентом в пользу епископа в декабре следующего года, также заставляет предположить, что Уэйнфлит не рассматривался йоркистами как враг, хотя и был личным фаворитом Генриха. Эту точку зрения подтверждает также генеральная хартия от 1 июля 1462 года, закреплявшая за ним и его преемниками право собственности и епископства в Винчестере.
Весьма вероятно, что он принимал активное участие в восстановлении Итонского колледжа, который в 1463 году был присоединён Эдуардом к колледжу св. Георгия в Виндзоре, что лишило его значительной части земельных владений. В самых ранних аудиторских отчётах после восстановления колледжа в 1467 году было много записей о визитах провоста Уэстбери к «владыке Винчестера», которые в январе 1468 или 1469 года касались «начала работы церкви» и предоставления этого денежных средств. За что именно 1 февраля 1469 года Уэйнфлиту было пожаловано помилование, не поясняется. После возвращения на трон Генриха VI 2 сентября 1470 года Уэйнфлит приветствовал его в связи с его освобождением из Тауэра, что вызвало необходимость в новом помиловании, которое было предоставлено спустя месяц после реставрации Эдуарда 30 мая 1471 года и предоставления королём кредита в 2000 марок. В 1471—1474 годах Уэйнфлит был в основном занят руководством работ по завершению строительства церкви, впоследствии называвшейся часовней, в Итоне: работавший на него стеклодув, занимавшийся работами по устройству окон, и Уэйнфлит заключили 15 августа 1475 года контракт на устройство амвона, одна сторона которого должна была походить на амвон «в колледже епископа Уикэма в Винчестере», а другая — на амвон «колледжа св. Фомы Акриса в Лондоне». В 1479 году его усилиями из хедингтонского оксфордского камня была возведена церковная прихожая в западной части часовни.

## Последние годы
В 1474 году Уэйнфлит, будучи назначенным главным исполнителем воли сэра Джона Фастольфа, скончавшегося в 1459 году и оставившего спорное завещание, обеспечил передачу его наследства семи священникам и семи элемозинариям в Кайсторе, Норфолк, которые на деле были семью сотрудниками и семью «бедными учёными» Магдалинского колледжа. В том же году колледж овладел расположенным за пределами графства аббатством Селе, Сассекс, разбирательство по судьбе которого было прекращено в 1469 году. Новые (впоследствии названные старыми) здания в Магдаленском колледже начали возводиться в том же году; 5 мая 1474 года был заложен первый камень в центр основания главного алтаря. Лицензии от 1 июля, 22 июля 1477 года и 12 февраля 1479 года разрешали увеличивать первоначальный бюджет на строительство. 23 августа 1480 года строительство колледжа было завершено, в том числе было в соответствии с модой тех времён, пошедшей из колледжа Всех Душ, устроено большое окно на западной стороне здания. В тот же день был избран новый ректор Ричард Мэйхью, сотрудник Нью-Колледжа, и были обнародованы уставы. Годом основания колледжа обычно считается именно этот год, а не 1448-й, когда был основан Магдаленский колледж, хотя правильнее датировать его основание 1458 годом, когда первоначальный колледж и больница Св. Иоанна были преобразованы в Новый колледж св. Магдалены. Уставы представляли собой по большей части копию тех уставов Нью-колледжа, сотрудниками которого ранее были все сотрудники Магдалинского колледжа, выдвинувшиеся в качестве кандидатов на пост ректора. Уставами предусматривался пост ректора и наличие в колледже 70 «учёных», однако последние подразделялись на 40 сотрудников и 30 стипендиатов, называвшихся «демиями», поскольку их количество было вдвое меньше, чем их старших товарищей.
Школа св. Магдалины была основана у ворот и в составе колледжа, став, как и Итонская, бесплатной школой грамматики, где плата за обучение не взималась ни с кого и которая была открыта для всех желающих, функционировавшей под руководством наставника. Первым мастером был Джон Анкиуил, женатый мужчина, с жалованием 10 фунтов в год — таким же, как в Винчестере и Итоне. Возобновление интереса к классической литературе доказывалось запрещением изучения софизма любым «учёным» в возрасте до 18 лет, если только они не овладели в совершенстве грамматикой. 22 сентября 1481 года Уэйнфлит с почётом принимал в колледже Эдуарда IV, где тот провёл ночь, а в июле 1483 года он принимал Ричарда III — с ещё большим почётом, который преподаватель Уильям Грокен, «грек», в прошлом сотрудник Нью-Колледжа, назвал «божественным». В 1484 году Уэйнфлит внёс в казну колледжа названное в честь него самого пожертвование для работы бесплатной грамматической школы, достаточное для того, чтобы выплачивать священнику-учителю жалование в размере 10 фунтов в год, то есть равное доходу директора Магдалинской школы, а также построить сохранившийся до нашего времени новый школьный корпус, здание из тонкого кирпича с двумя башнями, имеющее 76 футов длиной на 26 футов шириной. В следующем году состоялось приобретение колледжа Августинианского Приората в Селборне, Хантс.
27 апреля 1486 года Уэйнфлит, подобно Уикэму, подписал своё завещание в Южном (или «епископском») Уолтхеме, любимом поместье епископов. Примечательно, что он завещал Винчестерскому колледжу и Нью-колледжу денежные суммы того же размера, что и основанному непосредственно им колледжу Магдалины, однако последний он объявил собственником всех своих земельных владений. Скончался 11 августа 1486 года (в некоторых источниках месяцем смерти неверно указан май) и был похоронен в часовне св. Марии Магдалены за главным алтарем в Винчестерском соборе, установленным им при жизни. Изображение на этом алтаре часто рассматривается как подлинный портрет Уэйнфлита.
- Эта статья (раздел) содержит текст, взятый (переведённый) из одиннадцатого издания «Британской энциклопедии», перешедшего в общественное достояние.